# Pristomerus spinator
Pristomerus spinator är en stekelart som först beskrevs av Johan Christian Fabricius 1804.  Pristomerus spinator ingår i släktet Pristomerus och familjen brokparasitsteklar. Inga underarter finns listade i Catalogue of Life.